# Comarca Metropolitana de Almería
La Metropolitana de Almería es una comarca española situada en la parte suroriental de la provincia de Almería. Esta comarca se creó en 2003 por la Junta de Andalucía. Limita con las comarcas del Levante al noreste, Los Filabres-Tabernas al norte, la Alpujarra al oeste y el Poniente al suroeste. Tiene salida al mar Mediterráneo al sur y este.
Está formada por nueve municipios, de los cuales el más poblado es Almería, y el más extenso Níjar; por el contrario, el municipio con menor número de habitantes es Santa Fe de Mondújar, y el de menor superficie Benahadux. Su capital tradicional e histórica es la ciudad de Almería, que lo es de toda la provincia.
Como el resto de las comarcas almerienses, solo está reconocida a nivel geográfico, pero no a nivel político.

## Municipios
La comarca está conformada por los siguientes municipios:
|                      | Municipio            | Superficie | Población (2020) | Densidad | Ayto. (2023) | Pedanías |
| -------------------- | -------------------- | ---------- | ---------------- | -------- | ------------ | --- |
| Almería              | Almería              | 295,51     | 201.322          | 681,27   | PP           | El Alquián, El Bobar, La Cañada de San Urbano, Castell del Rey, Costacabana, Cuevas de los Medinas, Cuevas de los Úbedas, La Garrofa, La Isla de Alborán, Loma Cabrera, El Mamí, Mazarrulleque, Pujaire, Rambla de Morales, Retamar, Ruescas, Las Salinas, Cabo de Gata y Venta Gaspar |
| Benahadux            | Benahadux            | 16,60      | 4.481            | 269,94   | PP           | El Chuche |
| Gádor                | Gádor                | 87,60      | 3.034            | 34,63    | PP           | Las Minas, Moscolux, Paulenca y El Ruiní |
| Huércal de Almería   | Huércal de Almería   | 20,91      | 17.917           | 856,86   | PP           | Callejones-San Silvestre, El Carmen, Las Cumbres, La Fuensanta-Villa Inés, La Gloria y Urbanización Club de Tenis |
| Níjar                | Níjar                | 599,41     | 31.666           | 52,83    | PP           | Agua Amarga, Albaricoques, Atochares, El Barranquete, Boca de los Frailes, Campohermoso, Las Casillas, Los Cortijillos, Cuevas del Lino, La Fabriquilla, Fernán Pérez, La Fuensanta, Los Grillos, Hornillo, Las Hortichuelas, Huebro, La Isleta del Moro, El Jabonero, El Nazareno, Las Negras, Los Nietos, Las Norias, Pozo del Capitán, Pozo de los Frailes, Presillas Bajas, Pueblo Blanco, Pujaire, Rodalquilar, El Rodón, Ruescas, Saladar y Leche, San Isidro de Níjar, San José, Torre del Campo, Venta del Pobre, El Viso y Vistabella |
| Pechina              | Pechina              | 46,02      | 4.103            | 89,16    | PSOE         | Sierra Alhamilla |
| Rioja                | Rioja                | 36,38      | 1.453            | 39,94    | PP           | Abriojal y Marraque |
| Santa Fe de Mondújar | Santa Fe de Mondújar | 34,84      | 461              | 13,23    | PSOE         | La Calderona, Estación de Ferrocarril y Mondújar |
| Viator               | Viator               | 20,61      | 5.978            | 290,05   | PSOE         | Campamento y La Juaida |
|                      | TOTAL                | 1.157,88   | 270.415          | 233,54   |              | |